# Elezioni presidenziali in Iran del 2001
Le elezioni presidenziali in Iran del 2001 si sono tenute l'8 giugno. Esse hanno visto la vittoria di Mohammad Khatami della Società dei Chierici Militanti, che ha sconfitto l'Indipendente Ahmad Tavakkoli.

## Risultati
| Mohammad Khatami    | Società dei Chierici Militanti | 21 656 476 | 78,28 |  |  |  |  |  |
| Ahmad Tavakkoli     | Indipendente                   | 4 387 112  | 15,86 |  |  |  |  |  |
| Ali Shamkhani       | Indipendente                   | 737 051    | 2,66  |  |  |  |  |  |
| Abdollah Jassbi     | Indipendente                   | 259 759    | 0,94  |  |  |  |  |  |
| Mahmoud Kashani     | Indipendente                   | 237 660    | 0,86  |  |  |  |  |  |
| Hassan Ghafourifard | Indipendente                   | 129 155    | 0,47  |  |  |  |  |  |
| Mansour Razavi      | Indipendente                   | 114 616    | 0,41  |  |  |  |  |  |
| Shahab od-Din Sadr  | Indipendente                   | 60 546     | 0,22  |  |  |  |  |  |
| Ali Fallahian       | Indipendente                   | 55 225     | 0,20  |  |  |  |  |  |
| Mostafa Hashemitaba | Indipendente                   | 27 949     | 0,10  |  |  |  |  |  |
| Totale              | Totale                         | 27 665 549 | 100   |  |  |  |  |  |
|                     |                                |            |       |  |  |  |  |  |
| Voti non validi     | Voti non validi                | 493 740    | 1,75  |  |  |  |  |  |
| Votanti             | Votanti                        | 28 159 289 |       |  |  |  |  |  |